# Josep Vilar i Tristany
Josep Vilar i Tristany   () és un granger i polític català. Fou l'alcalde de Montclar durant poc més de 36 anys, des de les eleccions municipals de 1979 fins al 22 de maig de 2015, quan perdé el càrrec en favor de Raquel Sala i Prat per 43 a 49 vots. Fou també President de l'Associació de Propietaris Forestals Berguedà Verd.
Vilar es presentà a les primeres eleccions municipals després del franquisme encapçalant la llista de la Unió de Centre Democràtic a Montclar i a les següents eleccions, l'any 1983, ho va fer encapçalant la llista de Convergència i Unió, candidatura on es va mantenir durant la resta de la seva trajectòria com a alcalde.
Malgrat la seva tasca com a alcalde Josep Vilar sempre ha viscut de la seva ocupació principal, la de granger.